# Indipendentismo vallone
L'indipendentismo vallone è una corrente del movimento vallone che sostiene la separazione della Vallonia dal Belgio.

## Storia
Il movimento per l'indipendenza è uno dei più giovani all'interno del movimento vallone. Il primo progetto completo di indipendenza della Vallonia nacque durante la seconda guerra mondiale, all'interno del Raggruppamento Democratico e Socialista Vallone (RDSW), gruppo essenzialmente di Liegi, formato alla fine del 1942 riunendo politici e attivisti valloni liberali e socialisti . L'RDSW mira quindi a creare un unico partito di sinistra - senza successo - e ad essere un gruppo di lavoro, a cui partecipano il liberale Fernand Schreurs e il socialista Fernand Dehousse, sul futuro status della Vallonia. Il progetto di indipendenza sarà scritto nel novembre del 1943, dopo la l'uscita dei federalisti, sotto forma di un progetto di Costituzione per una repubblica vallona. Il suo principio si basa sulla "formazione di uno Stato vallone indipendente, in grado di associarsi con uno Stato fiammingo e uno Stato di Bruxelles, ma integrato nel sistema difensivo della Francia".
Il progetto RDSW sarà presentato durante il Congresso nazionale vallone del 1945 ma riceverà durante il "voto sentimentale" solo 154 voti su 1.048 elettori, pari al 14,6%. Al Congresso nazionale vallone (1946) a Charleroi, fu rielaborata la risoluzione a favore dell'autonomia della Vallonia. Le discussioni hanno portato a un progetto di confederalismo, che implica il diritto alla secessione degli stati confederati a diverse condizioni. Tuttavia, il progetto presentato dai parlamentari valloni nel 1947 non evoca più questo diritto alla secessione che era stato respinto da Rénovation wallonne
Dopo questo congresso, questa corrente rimase discreta fino agli anni 60. Fu durante lo sciopero generale nell'inverno del 1960-1961 che apparve sulla scena il renardismo, una corrente separatista per una Vallonia socialista e un sindacato vallone, ma il suo fallimento dopo questo sciopero costrinse questa impresa sindacale a ricadere sulla costituzione di un gruppo di pressione federalista, il Movimento Popolare Vallone.
Durante gli anni 70 e il decennio successivo, nacquero diversi partiti, come il Raggruppamento Popolare Vallone e il Fronte per l'indipendenza della Vallonia, il cui programma era l'indipendenza della Vallonia, ma dopo diversi fallimenti elettorali, in particolare quello delle elezioni europee del 17 giugno 1984, questa corrente cade nell'ombra. È il movimento rattachista che riunisce attivisti valloni insoddisfatti del risultato delle riforme istituzionali a favore dell'autonomia della Vallonia nel quadro della regione vallona. La scelta dell'indipendenza è supportata solo da una minoranza di abitanti della Regione Vallonia. Un'indagine sui giornali Vers l'Avenir e Het Nieuwsblad del 24 agosto 2007 indica che il 12% dei valloni è favorevole all'indipendenza della Vallonia, mentre l'82,6% è contrario.

## Nel ventunesimo secolo
Alcuni valloni pro-indipendenza hanno protestato a Bruxelles nel 2017 per sostenere i catalani favorevoli all'indipendenza. I manifestanti valloni hanno dichiarato che i valloni sono un popolo di minoranza e che sono disprezzati dai fiamminghi. Quindi hanno affermato che la Vallonia si trova nella stessa situazione della Catalogna in Spagna. Un giornale su Internet, La Revue Toudi, sembra sostenere l'indipendenza vallona.

## Jules Destrée

### Lettera
Jules Destrée aveva scritto una lettera ad Alberto I nel 1912 che riportava: "Sire, voi governate su due popoli. In Belgio ci sono i Valloni e i Fiamminghi, non ci sono belgi". Ha descritto il Belgio come uno stato senza nazione. Ha anche affermato che le Fiandre erano più vicine alla cultura germanica e la Vallonia alla cultura francese. Destrée aveva precedentemente confrontato Fiandre e Vallonia a diversi livelli, ad esempio a livello geografico. Jules Destrée ha anche confrontato le differenze sociologiche tra le due regioni.

### Sfondo
Questa lettera fu scritta prima della prima guerra mondiale e il francese aveva ancora la reputazione di essere l'unica lingua del Belgio. Tuttavia, Jules Destrée era dispiaciuto nella sua lettera del 1916. Secondo lui, il Belgio fu unito come nazione durante la prima guerra mondiale.